# Giro dell'Umbria 1947
Il Giro dell'Umbria 1947, diciassettesima edizione della corsa, si svolse il 18 maggio 1947 su un percorso di 185 km con partenza e arrivo a Perugia. Organizzato dal Veloce Club Perugino e aperto a indipendenti e dilettanti, fu vinto dall'italiano Alberto Roggi, che completò il percorso in 5h41'00" precedendo i connazionali Giuseppe Petrocchi e Augusto Gregori. Conclusero la prova 15 dei 28 ciclisti al via.

## Percorso
Partita da Perugia, la corsa attraversò nell'ordine Cerqueto, Marsciano, Todi, San Gemini, Terni, il Valico della Somma, Spoleto, Foligno, Spello e Bastia Umbra per concludersi al Velodromo perugino. A Todi, sul Valico della Somma e sulla salita della Pallotta a Perugia erano posti i tre traguardi intermedi, nei quali erano assegnati 5 punti al primo, 4 al secondo e così via fino al quinto, che riceveva 1 punto, per il Gran Premio della Montagna.

## Ordine d'arrivo (Top 10)
| Pos. | Corridore          | Squadra           | Tempo    |
| ---- | ------------------ | ----------------- | -------- |
| 1    | Alberto Roggi      | U.C. Aretina      | 5h41'00" |
| 2    | Giuseppe Petrocchi | U.S. S. Benedetto | a 20"    |
| 3    | Augusto Gregori    | S.S. Lazio        | a 1'20"  |
| 4    | Paolo Santolini    | S.S. Lazio        | a 2'10"  |
| 5    | Giuseppe Pacianti  | A.C. Pratese      | s.t.     |
| 6    | Antonio Feroci     | U.S. Lavoratori   | a 2'30"  |
| 7    | Ascanio Arcangeli  | V.C. Perugino     | a 2'50"  |
| 8    | Angiolo Bessi      | A.C. Pratese      | s.t.     |
| 9    | Adalino Mealli     | U.C. Aretina      | s.t.     |
| 10   | Angelo Pieroni     | V.C. Perugino     | s.t.     |